# LG Joy
El LG Joy y desde la versión H221rar como LG Kite  es un teléfono inteligente de Android, en la categoría de Teléfonos básicos, desarrollado y producido por LG Electronics. Se dio a conocer el 13 de febrero de 2015, y fue lanzado el 20 de mayo de 2015.
El LG Joy tiene características de hardware y de software de otros móviles de gama baja de la compañía, un diseño renovado con el respaldo de vidrio,  la cámara mejorada, el escáner de huella dactilar, la funcionalidad incorporada de transmisión viva y funciones adicionales diseñadas para el lápiz óptico incluido y acceso a Código QR, también incorpora la función de Knock Code. 
El LG Joy recibió críticas mixtas, que elogiaron la calidad mejorada de construcción del dispositivo  , de su funcionamiento y los otros cambios significados. Como en el caso del Lg Leon, fue altamente criticado por la poca memoria ram de la terminal y el mal funcionamiento del hardware que suele presentar regularmente durante su uso.

## Especificaciones
La pantalla de este móvil tiene 4 pulgadas de diagonal y 16 millones de colores touchscreen, por lo cual la experiencia visual funcionará bien para sus usuarios. En cuanto a dimensiones, el equipo se siente realmente cómodo en la mano ya que sus medidas son 122,7 x 64 x 11,9 mm y pesa solo 128 g .
En características especiales encontramos el Knock Code: un sistema de desbloqueo con la pantalla en Standby que funciona con dos o hasta ocho pulsaciones. Esto permite que obtengas hasta 86.000 combinaciones de seguridad para asegurar la privacidad del teléfono.
La cámara del LG Kite es un apartado que la compañía destaca. Su sensor principal es de 5 megapíxeles con resolución 2560 x 1920 píxeles y flash LED. Sabemos que en la actualidad hay cámaras que ofrecen mejores características. Sin embargo, lo interesante de este modelo son sus modos o funciones. Nos encontramos primero con Selfie Shutter que te permitirá tomar fotos con la cámara frontal mostrando la palma de tu mano abierta hasta que el sensor la detecte y luego cerrándola, como si hicieras un puño, para efectuar la toma. También tienes Selfie Mirror, un modo diseñado para tomar fotos en el espejo. Por último, Selfie Flash.
- Datos: Q21076678